# Стефан Лакапин
Стефан Лакапин (греч. Στέφανος Λακαπηνός; X век, Константинополь — 18 апреля 963, Митимна) — сын и соправитель византийского императора Романа I Лакапина.
Стефан был вторым сыном Романа Лакапина и его жены Феодоры. В 919 году Роман, бывший до этого простым полководцем, устроил военный переворот и стал регентом при малолетнем императоре Константине VII. Для упрочения положения он выдал за императора дочь Елену и стал таким образом императорским тестем, а год спустя сделался соправителем империи. В мае 921 года соправителем был объявлен его старший сын Христофор, а 25 декабря 924 года — младшие сыновья Стефан и Константин.
В 931 году Христофор умер. Так как Константин VII к тому времени был лишь номинальным императором, то Стефан стал главой линии наследования власти в империи. В 933 году он женился на Анне; известно о том, что у них был сын по имени Роман.
В 943 году Роман I захотел, чтобы его внук Роман II (сын Константина VII и Елены Лакапин) женился на Евфросинье — дочери генерала Иоанна Куркуаса. Так как это бы упрочило положение легитимной линии Македонской династии, идущей через Константина VII, то Стефан и Константин восстали против этого решения, и убедили своего больного и старого отца осенью 944 года отправить Куркуаса в отставку, а Роман II женился на Берте, дочери прованского короля Гуго.
В 943 году Роман I составил завещание, в соответствии с которым после его смерти старшим императором должен был стать Константин VII. Стефан и Константин Лакапины организовали заговор, и 20 декабря 944 года вывезли отца на остров Проти, где заставили отречься от престола и насильно постригли в монахи. Однако общая ситуация в Константинополе не позволила Стефану и Константину отстранить Константина VII от власти, они вынуждены были признать его старшим императором.
Елена — дочь Романа I и жена Константина VII — не смирилась с произошедшим, обвинив Стефана и Константина Лакапинов в заговоре с целью свержения законного императора. Пришедший в ужас суд тут же вынес решение схватить сыновей Романа I (процарствовавших без отца лишь 40 дней) и выслать их на остров, где находился их отец, который их встретил не без злорадства. Потом Стефана перевели на Проконнисос, затем — на Родос, и в итоге — в Мефимну на острове Лесбос, где он и умер в 963 году.